# هوجو هارنيغ

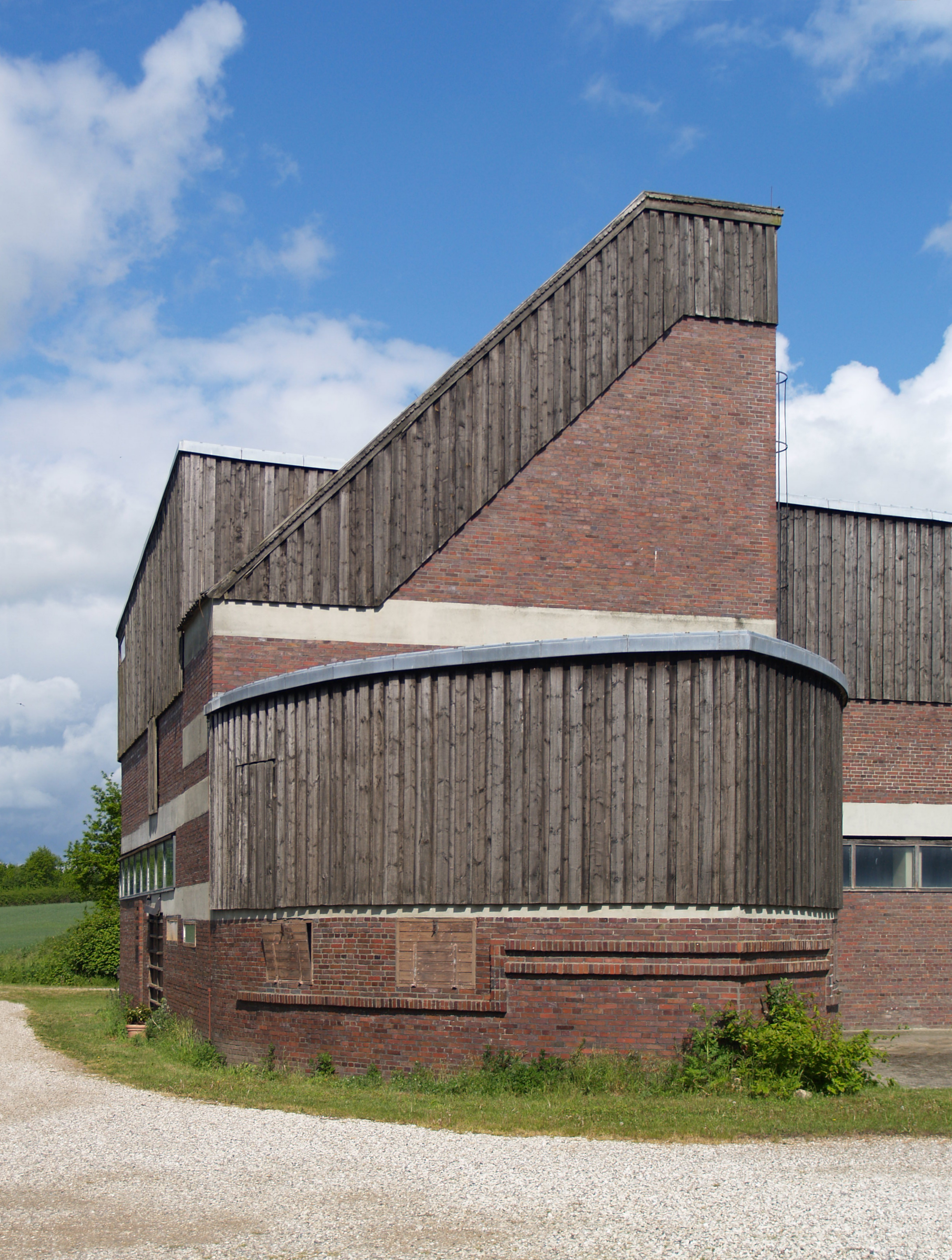
مزرعة جت جاركو، ألمانيا، 1923-1926

هوغو هارنيغ (بالألمانية: Hugo Häring)‏ (11 أيار / مايو 1882 – 17 أيار / مايو 1958) مهندس معماري ألماني وكاتب هندسي مشهور بكتاباته عن «العمارة العضوية»، وكرمز في المناقشات الهندسية حول نظرية الوظيفية في العشرينات والثلاثينات، على الرغم من دوره الهام كمهندس معماري تصويري.
وُلد هارنيغ في بيبراخ أن دير دريس في مملكة فورتمبيرغ. وكطالب لدى العظيم تيودور فيشر كان يرى أن كل بناء يجب أن يكون فريدا وفقا لمطالب محددة للموقع وللعميل. لم يتم بناء سوى القليل من تصاميم هارنيغ لكنه كان صاحب تأثير قوي على صديقه وزميله هانز شارون. أحد التصميمات التي تم بناؤها كان مساهمة لمشروع إسكان سيمينزشتات في برلين من عام 1929 وحتى 1931 والذي تم تصميمه بواسطة شارون.
كان هارنيغ عضوا مؤسسا في كل من الحلقة والمؤتمر الدولي للعمارة الحديثة. كان متزوجا من الممثلة إميليا أوندا في عام 1918. سيتجه الزوجين لاحقا نحو الطلاق ليتزوج هارنيغ من الممثلة روما بان في عام 1950. توفي هارنيغ في جوبنغين، وهو يبلغ من العمر 76 عاما.

## السيرة الذاتية
- بولنديل جونز وكتابه هوجو هارنيغ العضوية ضد الهندسية 1999
- بلونديل جونز وكتابه هوجو هارنيغ المباني الحديثة، جامعة كامبريدج 2003
- خوزيه مانويل وكتابه «ثلاثة مهندسين ألمان برونو تاوت وهوجو هارنيغ ومارتين فاغنر» (ردمك 978-84-8448-288-8), بلد الوليد (اسبانيا) عام 2004، جامعة بلد الوليد.

## روابط خارجية
- Brief description of Haring's career
- Gut Garkau